# Biglietto per l'Inferno (album)
| Recensione   | Giudizio        |
| ------------ | --------------- |
| Sputnikmusic | 3.9 (Excellent) |
| Debaser      | [ 2 ]           |

Biglietto per l'Inferno è l'album d'esordio del gruppo di rock progressivo italiano omonimo. I testi sono del cantante Claudio Canali.
Biglietto per l'Inferno fu l'unico album pubblicato dal gruppo nel suo periodo di attività iniziale; il progetto dell'album successivo Il tempo della semina, inciso nel 1975, fu infatti abbandonato e il disco fu pubblicato da Mellow Records solo nel 1992.

## Il Disco
L'album è ritenuto dalla critica uno dei migliori lavori del rock progressivo italiano degli anni '70. Contiene pezzi elaborati con venature hard rock. La voce di Canali è una delle più interessanti del periodo e risulta azzeccato anche l'utilizzo del flauto, impiegato in maniera originale. Interessanti anche i testi che parlano, in maniera piuttosto cruda, dei disagi sociali. Dall'album fu estratto un 45 giri che porta sul lato A "Una strana regina" e sul lato B la versione strumentale di "Confessione".
La copertina raffigura il cantante Canali mentre salta reggendo tra le mani, presumibilmente, l'asta del microfono. La cover originale non riporta altro che il titolo senza nessun'altra nota.
L'album è presente nella classifica dei 100 dischi italiani più belli di sempre secondo Rolling Stone Italia alla posizione numero 85.

## Tracce
Lato A
1. Ansia – 4:12 (Biglietto)
2. Confessione – 6:30 (Giancarlo Cappellini, O. Trimboli)
3. Una strana regina – 6:12 (Biglietto)

Lato B
1. Il nevare – 4:37 (Giancarlo Cappellini, O. Trimboli)
2. L'amico suicida – 14:23 (Biglietto)

Edizione CD del 1989, pubblicato dalla Vinyl Magic (VM 006 CD)
1. Ansia – 4:12 (Biglietto)
2. Confessione – 6:30 (Giancarlo Cappellini, O. Trimboli)
3. Una strana regina – 6:12 (Biglietto)
4. Il nevare – 4:37 (Giancarlo Cappellini, O. Trimboli)
5. L'amico suicida – 14:23 (Biglietto)
6. Confessione (Strumentale) – 3:30 (Giancarlo Cappellini, O. Trimboli) – Brano bonus

## I Brani
Ansia
Un brano dai toni pacati introdotto da hammond e chitarra in arpeggio, cui fanno seguito esplosioni ritmiche che tornano a calmarsi sulla parte cantata che arriva solo sul finale.
Confessione
Pezzo articolato il cui testo parla di un uomo che va da un frate a confessare i propri peccati ma non ne otterrà l'assoluzione.
Nella lunga cavalcata strumentale che segue la parte cantata, si susseguono parti hard ad altre più sinfoniche. Molto d'effetto il momento in cui la chitarra rimane sola e il suo fraseggio passa da una parte all'altra del panorama stereofonico.
Una strana regina
Toni dolci per una canzone che ridotta di lunghezza è stata inserita in un 45 giri, probabilmente perché è la più accessibile dal punto di vista melodico. Il testo è di nuovo centrato sul disagio sociale. Dopo una parte convulsa introdotta dal flauto si perviene ad un momento di grande liricità per arrivare ad un finale ritmato ma sempre su suoni puliti.
Il nevare
Ancora atmosfere pacate con la chitarra in arpeggio seguite da momenti più hard. Il testo è ermetico e di non facile interpretabilità.
L'amico suicida
Toni cupi, quasi spettrali, introducono un testo agghiacciante che racconta di un uomo che va a visitare il cadavere di un amico che si è suicidato. Passaggi come "il tuo viso cereo e gli impulsi lenti, le tue labbra scure mi fanno stridere i denti", sono molto forti. Il pezzo si sviluppa poi con molti cambiamenti di ritmo ed atmosfera fino ad un intermezzo in cui si sente del vociare in sottofondo. Arriva quindi una marcetta che porta al finale nel quale Canali canta la morale del testo.

## Formazione
- Giuseppe Banfi - minimoog, organo Gem, Echorec Binson
- Fausto Branchini - basso Fender telecaster
- Claudio Canali - flauto, flicorno tenore Orsi, voce
- Giuseppe Cossa - pianoforte, organo Hammond c3
- Mauro Gnecchi - batteria Gretsch
- Marco Mainetti - chitarra Gibson Les Paul Special

## Edizioni
- - LP, Trident Records 1974
  - CD, Vynil Magic 1989
  - CD, BTF-VM2000/Trident Records 2001
  - LP, BTF/Trident Records 2005